# アレクサンドラ構文
アレクサンドラ構文とは、国立情報学研究所の新井紀子が考案した、日本語の読解力を測定するためのリーディングスキルテストに含まれる問題の構文を指した言葉である。具体的には以下の設問における構文のことをいう。
一見すると簡単そうだが、新井の調査によれば、公立中学生の正答率は38％、進学校の高校生をサンプルとしても正答率は65％にとどまる。文中の単語の意味は理解できても、それが文章になると理解できなくなる現象は機能的非識字と呼ばれる。
ジャーナリストの河崎環によれば、一部の進学塾では現代文の受験テクニックとして「問題文の中から同じことを書いている一文を探しなさい」と教えられており、正答率の低さはその弊害でもある。アレクサンドラ構文の文章題に「女性の名Alexandraの愛称である」という一文があるため、『Alexandraの愛称は（ ）である』という設問に対して、「女性」と答えてしまうということである。